# Premiile Goya
Premiile anuale ale Academiei de Arte și Științe Cinematografice din Spania, denumire populară Premiile Goya (în spaniolă los Premios Goya), recompensează cele mai bune producții spaniole ale anului. Sunt similare premiilor Oscar din Statele Unite. Ca premiu a fost ales un bust de bronz ce-l reprezintă pe pictorul spaniol Francisco de Goya.
Premiul este acordat pe baza unui vot popular în rândul tuturor membrilor Academiei, care aleg primele patru nominalizări pentru fiecare categorie și în cele din urmă un câștigător.
Ceremonia are loc la sfârșitul lunii ianuarie sau începutul lunii februarie și urmează același format ca ceremonia premiilor Oscar. Prima ceremonie a avut loc în anul 1987 la Teatro Lope de Vega din Madrid.

## Categorii[1]
- Premiul Goya pentru cel mai bun film (Premio Goya a la mejor película)
- Premiul Goya pentru cel mai bun regizor (Premio Goya a la mejor dirección)
- Premiul Goya pentru cel mai bun debut regizoral (Premio Goya al mejor director novel)
- Premiul Goya pentru cel mai bun scenariu original (Premio Goya al mejor guion original)
- Premiul Goya pentru cel mai bun scenariu adaptat (Premio Goya al mejor guion adaptado)
- Premiul Goya pentru cea mai bună coloană sonoră
- Premiul Goya pentru cel mai bun cântec
- Premiul Goya pentru cel mai bun actor
- Premiul Goya pentru cea mai bună actriță
- Premiul Goya pentru cel mai bun actor - rol secundar
- Premiul Goya pentru cea mai bună actriță - rol secundar
- Premiul Goya pentru cel mai bun actor debutant
- Premiul Goya pentru cea mai bună actriță debutantă
- Premiul Goya pentru cea mai bună scenografie
- Premiul Goya pentru cea mai bună imagine
- Premiul Goya pentru cel mai bun montaj
- Premiul Goya pentru cel mai bun scenograf
- Premiul Goya pentru cele mai bune costume
- Premiul Goya pentru cele mai bune machiaje și coafuri
- Premiul Goya pentru cel mai bun sunet
- Premiul Goya pentru cele mai bune efecte speciale
- Premiul Goya pentru cel mai bun film de animație
- Premiul Goya pentru cel mai bun documentar
- Premiul Goya pentru cel mai bun film hispano-american
- Premiul Goya pentru cel mai bun film european
- Premiul Goya pentru cel mai bun scurtmetraj
- Premiul Goya pentru cel mai bun scurtmetraj documentar
- Premiul Goya pentru cel mai bun scurtmetraj de animație
- Premiul Goya onorific

## Filmele cele mai premiate
- Mar adentro (Marea dinlăuntru) (2004), 14 premii
- ¡Ay, Carmela! (1990), 13 premii
- Belle Époque (1992) 9 premii
- Pa negre (2011) 9 premii